# Зафтиг, Райнхард
Ра́йнхард За́фтиг (нем. Reinhard Saftig; род. 23 января 1952, Ирсфельд, Вульканайфель) — немецкий футболист и тренер.

## Биография
Родился в коммуне Ирсфельд. Воспитанник клуба Майен II. Тренерскую карьеру начал в качестве исполняющего обязанности главного тренера «Баварии», после увольнения Паля Чернаи. Свой первый матч в качестве тренера, Зафтиг провел против дортмундской «Боруссии».
Во второй части сезона чемпионата ФРГ 1985/86, стал временным тренером той же «Боруссии» и помог клубу сохранить место в высшем немецком дивизионе, а в следующем сезоне занял с командой 4-е место, тем самым квалифицировавшись в Кубок УЕФА. С 1989 по 1991 годы, тренировал сначала «Ганновер 96», а затем «Бохум»
В сезоне 1992/1993, вывел леверкузенский «Байер» в финал Кубка Германии. В 1994 году, был назначен главным тренером турецкого клуба «Коджаэлиспор». Позже, возглавил «Галатасарай». В 1997 году, на короткий срок стал тренером «Майнца 05».
С июня 2005 года по 2008 год, занимал пост спортивного директора клуба «Арминия» Билефельд, перед этим работав скаутом в структуре дортмундской Боруссии.

## Достижения

### Тренер
«Бавария»
- Победитель Бундеслига: 1979/80, 1980/81[8].
- Обладатель Кубка Германии: 1981/1982, 1983/1984[8].